# Свентовит
Свентовит (още Световит, Святовид, Svantovitus) е четворично мъжко божество, за което се смята, че е почитано от западните славяни на остров Рюген през ранното Средновековие. То е световен повелител, господар на световните посоки, носител на топлина, светлина и плодородие. Също патрон на върховната власт, справедливостта и законотворчеството. Името му означава свят, свещен, изпълнен със святост и не е свързано със светлина.
Световит е висш бог – у западните славяни е бил почитан наравно, или по-скоро вместо Перун и Сварог, а характеристиките му на войнстващо слънчево божество го сближават с Даждбог. Световит е смятан за господар на справедливостта, носител на светлината, воюващ с мрака и злото. В дясната си ръка държи огромен рог от бик, пълен с вино, а в лявата – меч, т.е. с едната дарява изобилие, а с другата наказва и брани – все храктеристики, специфични за върховните богове.
Световит има четири брадати глави на отделни шии, гледащи в четирите посоки на света, т.е. вижда всичко, за да въздава всекиму заслуженото и да охранява хората от зли сили. В средновековния славянски град Аркона, на балтийския о-в Руян (Рюген), се издигал величествен храм на Световит, където държали свещени бели коне – обект на култ сред местните славяни. Вярвали, че нощем богът яхал един от конете и препускал по околните земи да громи вражеските племена.
Саксон Граматик пише, че на Световит „давала дан цялата Славянска земя“.
Някои изследователи предполагат, че именно бог Световит е изобразен на четириликия Збручки идол, открит в коритото на река Збруч в Украйна, през 1848 г.